# William Anderson (Ingenieur)
Sir William Anderson (* 5. Januar 1834 in St. Petersburg, Russisches Kaiserreich; † 11. Dezember 1898) war ein britischer Ingenieur, Unternehmer und Philanthrop des Viktorianischen Zeitalters.

## Leben und Wirken
Er sprach Englisch und Russisch als Muttersprachen. Nach der Schulzeit in Russland lernte er drei Jahre am King’s College in London, dann drei Jahre in Manchester bei Sir William Fairbairn. 1854 wurde er Manager und 1855 Partner in der Firma Courtney and Stevens in Dublin, wo er sich u. a. mit Eisenbahnen und Kanälen beschäftigte.
1863 wurde er Präsident der Institution of Civil Engineers in Irland. Anschließend ging er nach London und baute an der Themse eine neue Fabrik für Easton and Amos und betätigte sich fortan als Unternehmer. In seinem weiteren Leben übernahm er viele Ämter, förderte die Schulbildung, war ab 1870 im Erith School Board tätig und ab 1886 dessen Vorsitzender. Außerdem war er Superintendent der Christlichen Sonntagsschule und Schatzmeister des Church Building Fund, Laienprediger in der Arthur Street Mission Church und führte später auch den Kindergottesdienst.
In seinen Fabriken produzierte er unter anderem Militärtechnik, z. B. Schiffskanonen für die Marinen von Großbritannien, Russland und Amerika. Anderson baute weitere Fabriken, u. a. 1871 Zuckerfabriken in Ägypten, 1874 eine Papiermühle in Japan, und 1879 ein Wasserwerk in Antwerpen. Er war auf vielen technischen Gebieten tätig, war ein erfolgreicher Entwickler und Exporteur von Maschinen.
Er führte 1894 den Acht-Stunden-Tag für seine 17.000 Arbeiter in seinen Fabriken ein. 1897 führte er für die Regierung zwei Prozesse gegen Alfred Nobel und Hiram Maxim, bei denen es um Urheberrechte und Patente von Explosivstoffen ging, und gewann beide. 1897 wurde er als Knight Commander des Order of the Bath in den Adelsstand erhoben.